# De verklaring van Randolph Carter
De verklaring van Randolph Carter (originele titel: The Statement of Randolph Carter) is een kort horrorverhaal van de Amerikaanse schrijver Howard Phillips Lovecraft. Lovecraft schreef het verhaal in december 1919. Het werd voor het eerst gepubliceerd in mei 1920 in het tijdschrift The Vagrant.
Het is het eerste verhaal waarin het personage Randolph Carter zijn opwachting maakt. Het verhaal maakt deel uit van de droomcyclus.

## Inhoud
Het verhaal wordt verteld in de eerste persoon door Randolph Carter, die in shock aangetroffen wordt in een moerasland. Na te zijn gevonden wordt hij ondervraagd door de politie over de verdwijning van zijn vriend, de occultist Harley Warren. Carter geeft de volgende verklaring:
Warren was in het bezit gekomen van een boek geschreven in een onbekende taal. Hij verbood Carter om erin te lezen. Volgens Carter heeft Warren wel meer van dit soort boeken in zijn bezit, waarvan sommige geschreven in het Arabisch. In het boek vindt Warren aanwijzingen dat er een poort of trap bestaat tussen de aarde en de onderwereld, waarlangs demonen kunnen reizen. Hij moedigt Carter aan om samen met hem de locatie van zo’n poort te bezoeken ,welke op een kerkhof bij het Big Cypress Swamp blijkt te liggen. De toegang tot de poort is een tombe.
Na het openen van de tombe blijkt hier inderdaad een trap in te zijn. Warren daalt met een lantaarn af in de diepte en houdt via een telefoondraad contact met Carter. De eerste paar minuten blijft het stil aan de andere kant van de lijn, maar dan hoort Carter Warren in paniek roepen dat Carter de tombe moet sluiten en maken dat hij wegkomt. Voor hemzelf is het al te laat. Carter blijft echter aan de lijn. Na nogmaals een paar minuten stilte probeert Carter Warren te roepen, maar het enige antwoord dat hij krijgt is een mysterieuze stem die hem vertelt dat Warren dood is.

## Achtergrond
Lovecraft baseerde De verklaring van Randolph Carter op een droom van hemzelf, waar hij enkel een inleiding aan toevoegde om het geschikter te maken als verhaal. Een vermelding over de betreffende droom die Lovecraft inspireerde is te lezen in een van zijn brieven aan August Derleth.
De verklaring van Randolph Carter is een van de eerste verhalen waarin Lovecraft het thema van een personage dat verboden kennis najaagt en hier een hoge prijs voor betaalt gebruikt. Dit zou in latere werken van hem vaker terugkomen.

## Films
De verklaring van Randolph Carter heeft als inspiratiebron gediend voor meerdere films:
- Kammaren (2007)
- 13:de mars, 1941 (2004)
- The Unnamable II: The Statement of Randolph Carter (1993)
- The Testimony of Randolph Carter